# Longages
Longages är en kommun i departementet Haute-Garonne i regionen Occitanien i södra Frankrike. Kommunen ligger i kantonen Carbonne som tillhör arrondissementet Muret. År 2022 hade Longages 3 336 invånare.

## Befolkningsutveckling
Antalet invånare i kommunen Longages
Referens:INSEE